# Kurt Oesterle
Kurt Oesterle (* 17. Mai 1955 in Oberrot, Baden-Württemberg) ist ein deutscher Journalist und Schriftsteller.

## Werdegang
Oesterle legte das Abitur in Schwäbisch Hall ab und absolvierte anschließend seinen Zivildienst in einem Stuttgarter Jugendheim. Von 1976 bis 1983 studierte er Germanistik, Philosophie und Geschichte an der Universität Tübingen. 1989 promovierte er dort bei Walter Jens mit einer Arbeit über Peter Weiss’ Die Ästhetik des Widerstands.
Seine journalistische Tätigkeit begann 1980 beim Tübinger Landesstudio des Südwestfunks. Nach seiner Promotion arbeitete er als Redakteur bei einem lokalen Rundfunksender. Seit 1988 schrieb er Literaturkritiken und Essays für das Schwäbische Tagblatt und seit 1992 für die Süddeutsche Zeitung. Außerdem verfasste er Gedichtinterpretationen für die „Frankfurter Anthologie“ der FAZ.
1997 erhielt Oesterle den Theodor-Wolff-Preis für seinen Essay Die heimliche deutsche Hymne über das Lied Der gute Kamerad von Ludwig Uhland und Friedrich Silcher. 2002 erschien sein autobiographischer Roman Der Fernsehgast, für den er mit dem Berthold-Auerbach-Preis ausgezeichnet wurde, und 2003 der  Großessay Stammheim. Die Geschichte des Vollzugsbeamten Horst Bubeck zur Geschichte der RAF.
2007 wurde Oesterle mit dem Förderpreis zum Ludwig-Uhland-Preis ausgezeichnet und nahm am Ingeborg-Bachmann-Wettbewerb in Klagenfurt teil.
Er lebt in Tübingen.

## Schriften
- Es lebe die Republik! Wie Thomas Mann zum gewichtigen Fürsprecher der Demokratie wurde und was wir heute von ihm lernen können. Aus Anlass seines 150 Geburtstags. Ein Versuch. Gans-Verlag, Berlin 2025, ISBN 978-3-946392-59-0.
- Die Stunde, in der Europa erwachte. Roman. Molino, Schwäbisch Hall und Sindelfingen 2024, ISBN 978-3-948696-77-1.

- Alten Mann braucht niemand mehr. Roman, Molino, Schwäbisch Hall und Sindelfingen 2023, ISBN 978-3-948696-54-2.
- Der erste König von Orplid. Ludwig Amandus Bauer – Schriftsteller, Mörikefreund und Pfarrerssohn aus Hohenlohe, Molino, Schwäbisch Hall und Sindelfingen 2022, ISBN 978-3-948696-05-4.
- Heimatsplitter im Weltgebäude. 22 Essays zur deutschen Geschichte.
- Demokrat ohne Radikalismus. Der schwäbische Pfarrer Johann Gottfried Pahl (1768–1839), TVT, Tübingen 2010, ISBN 978-3-929128-46-8.
- Mordwand und Todeskurve. Zwei Sportlergeschichten. Mit einem Geleitwort von Hermann Bausinger. Klöpfer & Meyer Verlag, Tübingen 2008, ISBN 978-3-940086-24-2.
- Stammheim. Der Vollzugsbeamte Horst Bubeck und die RAF-Häftlinge. Überarbeitete und ergänzte Neuauflage. Klöpfer & Meyer, Tübingen  2007, ISBN 978-3-940086-07-5.
- Beim Tod der Eltern. TVT-Medienverlag, Tübingen 2005, ISBN 3-929128-40-3.
- Stammheim. Die Geschichte des Vollzugsbeamten Horst Bubeck. Klöpfer & Meyer, Tübingen  2003, ISBN 3-421-05766-4 (Taschenbuchausgabe: Heyne, München 2005, ISBN 3-453-62007-0).
- Der Fernsehgast oder wie ich lernte die Welt zu sehen. Roman. Klöpfer & Meyer, Tübingen  2002, ISBN 3-421-05715-X (Taschenbuchausgabe: btv, Berlin 2004, ISBN 3-8333-0018-3).
- Richard Gölz – ein Wankheimer Licht im deutschen Dunkel. TVT-Medienverlag, Tübingen 1998.
- Nordwand und Todeskurve. Zwei Geschichten aus dem deutschen Nachkriegssport. (= Kulturgeschichtliche Schriftenreihe des Instituts für Sportgeschichte Baden-Württemberg. Band 3). Mit einem Nachwort von Hermann Bausinger. Hofmann, 1995, ISBN 3-7780-3123-6.
- Das mythische Muster. Untersuchungen zu Peter Weiss' Grundlegung einer Ästhetik des Widerstands. Schwäbische Verlags-Gesellschaft, Tübingen 1990 (zugl. Univ.-Diss., Tübingen 1989).
- als Hrsg.: Traum. Texte und Bilder. Edition diskord im Konkursbuchverlag, Tübingen 1986.
- Der Wunschbruder. Roman. Klöpfer & Meyer, Tübingen 2014, ISBN 978-3-86351-081-7.
- Martha und ihre Söhne. Roman. Klöpfer & Meyer, Tübingen 2016, ISBN 978-3-86351-414-3.
- Die Stunde, in der Europa erwachte. Roman. Klöpfer, Narr, Tübingen 2019, ISBN 978-3-7496-1004-4.